# The Sims (seria)
The Sims – seria gier symulacyjnych wydawanych przez Electronic Arts. Gracz tworzy własnego „awatara zwanego Simem, umieszcza go w mieście we własnym domu i urządza go. Każdy nowy dodatek zwiększa możliwości gracza.
Seria The Sims jest obecnie najlepiej sprzedającą się serią gier na świecie. W pierwszym tygodniu wydania The Sims 3 liczba sprzedanych egzemplarzy wyniosła 1,4 mln.

## Historia
Pierwsza gra z serii The Sims została wydana 31 stycznia 2000 w Stanach Zjednoczonych, a 2 lutego 2000 w Polsce. W lutym 2005 na ogólnoświatowy rynek zostało wysłane ponad 52 mln egzemplarzy. Z każdym rokiem liczba egzemplarzy powiększała się, a wraz z 10-leciem serii The Sims – 4 lutego 2010 – stan egzemplarzy wysłanych na rynek przekroczył 125 mln sztuk.

## Oś czasu The Sims
Wszystkie części gier The Sims są ze sobą powiązane powtarzającymi się motywami miast oraz ich mieszkańców, a na ich podstawie tworzą się historie. Popularne postacie i mieszkańcy lub ich krewni pojawiają się w każdej wersji gry, co prowadzi do ciągłości pomiędzy częściami gier The Sims. Choć akcja ''The Sims 4'' rozgrywa się na alternatywnej osi czasu, pozostałe gry z tej serii w rzeczywistości łączą się ze sobą nadrzędną fabułą. 
The Sims była pierwszą częścią, w której przedstawiono pierwsze pokolenia mieszkańców. Następnie powstała część The Sims 2, która ma miejsce ok. 25 lat później. Część trzecia The Sims 3 została umieszczona 50 lat przed częścią The Sims 2. Świadczy o tym nastoletni wiek mieszkańców, którzy w drugiej części gry byli dorośli. 

## Seria

### The Sims
The Sims – jest pierwszą grą z serii, opracowaną przez Maxis, a wydaną przez Electronic Arts. Światowa premiera gry odbyła się 31 stycznia 2000 roku, na rynku polskim pojawiła się 2 marca 2000 roku. Gra wykorzystuje rzut izometryczny i funkcje symulacji codziennych czynności w podmiejskiej okolicy. Została wydana na różne platformy. W marcu 2002 sprzedaż gry wynosiła ponad 6,3 mln egzemplarzy na całym świecie, czyniąc ją najlepiej sprzedającą się grą na PC.
Do gry wydanych zostało siedem dodatków i dwa pakiety Deluxe.

### The Sims 2
The Sims 2 – jest drugą grą z serii, opracowaną przez Maxis, a wydaną przez Electronic Arts. Światowa premiera gry odbyła się 14 września 2004 roku, na rynku polskim pojawiła się 17 września 2004 roku. Jest grą 3D. Po raz pierwszy Simy żyją od dzieciństwa do starości przez 6 etapów życia. Za bardzo dobre aspiracje można zakupić "nagrody aspiracji". W 2008 roku EA ogłosiła, że sprzedaż serii wyniosła ponad 100 mln euro.
Do gry wydanych zostało osiem dodatków, dziewięć pakietów akcesoriów i jeden mini pack.

### The Sims 3
The Sims 3 – jest trzecią grą z serii, opracowaną przez The Sims Studio, a wydaną przez Electronic Arts. Światowa premiera gry odbyła się 2 czerwca 2009 roku, na rynku polskim pojawiła się 5 czerwca 2009 roku. Produkcja rozpoczęła się w 2006 roku, dwa lata po wydaniu The Sims 2. Po raz pierwszy gra zawiera otwarte otoczenie. Simy mogą się przemieszczać po mieście bez żadnych okien ładowania. Mają teraz sześć pasków potrzeb, a nie osiem. Zamiast nagród aspiracji są nagrody szczęścia życiowego zakupione przez punkty szczęścia życiowego.
Do gry wydanych zostało jedenaście dodatków i dziewięć pakietów akcesoriów oraz deluxe edition.

### The Sims 4
The Sims 4 – jest czwartą grą z serii, opracowaną przez Maxis, a wydaną przez Electronic Arts. Światowa premiera gry odbyła się 2 września 2014 roku, na rynku polskim ukazała się 4 września 2014 roku. Czwarta część serii została wzbogacona o szczegółowy kreator postaci – uwzględniający ich cechy fizyczne, osobowość, charakter i aspiracje. Jednym z najważniejszych aspektów w życiu Simów są emocje, które odgrywają znaczącą rolę w rozgrywce. Gra pozwala pobierać dzieła innych ludzi z całego świata i z miejsca umieszczać je w swojej grze, np. pobrać dom i w kilka sekund umieścić go w swojej grze. System ten nazwano "Galerią".

## Spin offy

### The Sims Online
W grudniu 2002 Electronic Arts wyprodukował The Sims Online, które potem zostało nazwane EA Land. Spin-off nie osiągnął podobnego sukcesu jak seria The Sims. W dniu 1 sierpnia 2008 EA Land został zamknięty na zawsze.

### The Sims Historie
The Sims Historie – gry oparte na grze The Sims 2 wydawane w latach 2007-2008. Gra została wydana również na laptopy. Świadczy o tym autopauza po zamknięciu ekranu, uproszczone sterowanie, mniejsze wymagania sprzętowe i możliwość uruchomienia gry w oknie. Każda gra z tej serii zawiera dwie historie (oprócz The Sims Historie: Z bezludnej wyspy), które gracz może przejść. Pierwsza gra o nazwie The Sims Historie: Z życia wzięte została wydana 6 lutego 2007 w Stanach Zjednoczonych; drugą o nazwie The Sims Historie: Ze świata zwierząt wydano 19 czerwca 2007 roku. W tej grze został wyłączony ostatni tryb życia Sima o nazwie Emeryt. Trzecia gra o nazwie The Sims Historie: Z bezludnej wyspy została wydana 29 stycznia 2008 roku.
Zostały wydane trzy gry z tej serii i nie oczekuje się na następne.

### MySims
Seria gier, która po raz pierwszy została wydana na platformę Wii i Nintendo DS dnia 18 września 2007. Jak na razie gra zawiera oprócz podstawowej wersji jeszcze pięć innych gier: MySims Kingdom, MySims Party, My Sims Racing, MySims Agents i MySims SkyHeroes.

### The Sims Carnival
The Sims Carnival – to internetowa społeczność, która pozwala graczom na tworzenie i dzielenie się rzeczami stworzonymi w edytorze gry. Dnia 17 grudnia 2010 roku umieszczono na stronie ostatni wpis, mówiący o zamknięciu strony i pożegnaniu się z fanami. Oficjalnie strona zamknięta została 16 stycznia 2011 roku.

### The Sims Średniowiecze
The Sims Średniowiecze – pierwsza gra, która pozwala graczom na poznanie przestrzeni i czasów, której fabuła toczy się w średniowieczu. Gra nawiązuje do serii The Sims Historie, więc tak samo jest osobną grą, która nie wymaga podstawy. Teraz będzie można urządzać Simom zamki i o nie dbać, jednak bez możliwości ich przebudowy. Można zostać królem, rycerzem, magiem, kowalem czy bardem. Gra trafiła do sklepów 22 marca 2011 roku. Jak na razie wydano jeden dodatek do gry, którym są Piraci i bogaci.

## Aplikacje

### The Sims Social
The Sims Social – internetowa aplikacja nawiązująca do serii The Sims, która od 9 sierpnia 2011 roku dostępna była na stronie Facebook. Gra różniła się od gry na PC wieloma szczegółami i funkcjami, jak np. grafiką czy stylem bycia Simów i ich zadaniami. Gra była urozmaicana dodatkami, które z czasem wprowadzali twórcy. 14 czerwca 2013 społecznościowa wersja The Sims została wyłączona.

### The Sims FreePlay
The Sims FreePlay – gra z serii The Sims wydana 15 grudnia 2011 roku na iPhone'y, iPody touch i iPady, a 15 lutego 2012 roku na systemy Android. W przeciwieństwie do innych gier z tej serii, ta przebiega w czasie rzeczywistym, a gracz może kontrolować wielu Simów naraz. Reszta zadań, takich jak budowanie domów, zdobywanie kariery i marzeń, również jest dostępna. Raz na miesiąc wydawana jest aktualizacja zawierająca nowości wchodzące do świata gry oraz usprawnienia.

### The Sims Mobile
The Sims Mobile – będąca w produkcji gra na urządzenia mobilne z systemem iOS i Android. Została zapowiedziana przez producenta 9 maja 2017 roku.